# 流しの公務員の冒険
流しの公務員の冒険（ながしのこうむいんのぼうけん）は、山田朝夫によって著された書籍。

## 概要
2016年10月18日に時事通信出版局から出版された。政府刊行物である。
キャリア官僚でもある著者が日本全国を転々として勤務して、それぞれの都市で抱える問題を解決してきた軌跡が書かれている。
表紙は著者がトイレの便器を掃除している風景。著者は東京大学法学部を卒業して自治省に入省してキャリア官僚になった人物で、地方都市に派遣されたのだが、中央官庁には戻らずに各地を転々として勤務していた。霞ヶ関での出世には興味が無かった。
著者は自分の意見を持たずに住民の意向を取り込む、権威に頼らずにトップダウンを排する、地方自治は民主主義の学校という風に仕事を行っているのだが、これは久住町で勤務している時に培った。伝道師のように近代化をさせようとしたことは、職員に嫌われた失敗談としている。
愛知県常滑市で参事、副市長として勤務していた頃には常滑市民病院を再建して新築移転するまでの過程が書かれている。この病院は毎年に多額の赤字を出して、新築移転の際には大勢に反対されていたものの問題解決をさせた。